# Lance Moore
Lance Andrew Moore (* 31. August 1983 in Westerville, Ohio) ist ein ehemaliger US-amerikanischer American-Football-Spieler. Er spielte elf Saisons auf der Position des Wide Receivers in der National Football League (NFL).

## College
Moore spielte von 2001 bis 2004 College Football an der University of Toledo für deren Footballteam, den Toledo Rockets. In dieser Zeit absolvierte er 50 Spiele, in denen er 222 Pässe für 2.776 Yards und 25 Touchdowns fing, was einen Schulrekord darstellt. Zusätzlich returnte er noch 42 Kickoffs für 902 Yards und mehrere Punts für insgesamt 399 Yards und zwei Touchdowns. In der Saison 2003 konnte er mit 103 gefangenen Pässen die meisten in der gesamten NCAA vorweisen. 2004 gewann er mit den Rockets das MAC Football Championship. 2011 wurde er in die University of Toledo’s Athletic Hall of Fame aufgenommen.
Zum 100-jährigen Jubiläum der Rockets wurde 2017 ein Jubiläumsteam gewählt. Moore landete dabei auf Platz fünf.

## NFL

### Cleveland Browns
Nachdem Moore im NFL Draft nicht ausgewählt wurde, verpflichteten ihn am 29. April 2005 die Cleveland Browns. Am 29. August 2005 wurde er entlassen.

### New Orleans Saints und Berlin Thunder
Am 26. September 2005 verpflichteten die New Orleans Saints Moore für ihren Practice Squad. Am 16. November 2005 wurde er in den aktiven Kader befördert. Am 12. Dezember 2005 entließen sie ihn, verpflichteten ihn jedoch drei Tage später erneut für ihren Practice Squad. 2006 schickten die Saints Moore in die NFL Europe zu den Berlin Thunder. Hier spielte er in einigen Spielen, jedoch beendete eine Verletzung die Saison für ihn vorzeitig. In der NFL-Saison 2006 kam er in vier der ersten fünf Spiele zum Einsatz, in denen er einen Pass fing. Am 2. November 2006 wurde er erneut entlassen. Am 29. Januar 2007 wurde er erneut verpflichtet. 2007 spielte er erstmals in allen 16 Saisonspielen. 2008 hatte er seinen Durchbruch, als er 79 Pässe für 928 Yards und zehn Touchdowns fing. Mit den Saints gewann er 2009 den Super Bowl XLVI. Im ersten Viertel gelangen ihm zwei Passfänge für 21 Yards und im vierten Viertel fing er eine Two-Point Conversion. Nachdem sein Vertrag ausgelaufen war, gaben ihm die Saints am 24. April 2009 einen neuen Ein-Jahres-Vertrag. Gleiches geschah am 18. Juni 2010. Am 29. Juli 2011 verpflichteten die Saints Moore erneut. Am 7. März 2014 wurde er entlassen.

### Pittsburg Steelers
Am 21. März 2014 statteten die Pittsburgh Steelers Moore mit einem Zwei-Jahres-Vertrag aus. Er kam jedoch nur spärlich zum Einsatz und hatte in der Saison 2014 nur 14 gefangene Pässe für 198 Yards und zwei Touchdowns vorzuweisen. Am 2. März 2015 wurde er entlassen.

### Detroit Lions
Am 12. Mai 2015 verpflichteten die Detroit Lions Moore.

### Atlanta Falcons
Am 5. August 2016 verpflichteten die Atlanta Falcons Moore. Am 8. August 2016 gab er seinen Rücktritt bekannt.

### Rücktritt und Rekorde bei den Saints
Am 30. Mai 2017 unterschrieb Moore einen Eintagesvertrag bei den Saints, um als Saint zurückzutreten. Moore erzielte dort die fünftmeisten Passfänge, den siebtmeisten Raumgewinn nach Passempfang und die viertmeisten gefangenen Touchdowns. In allen drei Kategorien hält er die Franchiserekorde für ungedraftete Spieler. Am 14. Juli 2018 wurde bekanntgegeben, dass Moore im September 2018 in die New Orleans Saints Hall of Fame aufgenommen wird.

## Persönliches
Sein Bruder Nick Moore spielte ebenfalls Football für die Rockets und spielt derzeit Canadian Football für die Winnipeg Blue Bombers in der Canadian Football League.